# بوروسيا بارك
بوروسيا بارك (بالألمانية: Borussia-Park) هو ملعب كرة قدم يقع في مدينة مونشنغلادباخ الألمانية . يسع الملعب لجلوس 54،067 متفرج . يعتبر الملعب الرسمي الذي يخوض فيه نادي بوروسيا مونشنغلادباخ مبارياته . تم افتتاح الملعب في 30 يوليو 2004 .

## كأس العالم للسيدات 2011
استضاف الملعب 3 مباريات في كأس العالم للسيدات وهي:
| التاريخ       | الفريق الأول | النتيجة | الفريق الثاني    | الجولة                          | الحضور |
| ------------- | ------------ | ------- | ---------------- | ------------------------------- | ------ |
| 29 يونيو 2011 | البرازيل     | 1–0     | أستراليا         | دور المجموعات، المجموعة الرابعة | 27,258 |
| 5 يوليو 2011  | فرنسا        | 2–4     | ألمانيا          | دور المجموعات، المجموعة الأولى  | 45,867 |
| 13 يوليو 2011 | فرنسا        | 1–3     | الولايات المتحدة | نصف النهائي                     | 25,676 |

## معرض الصور

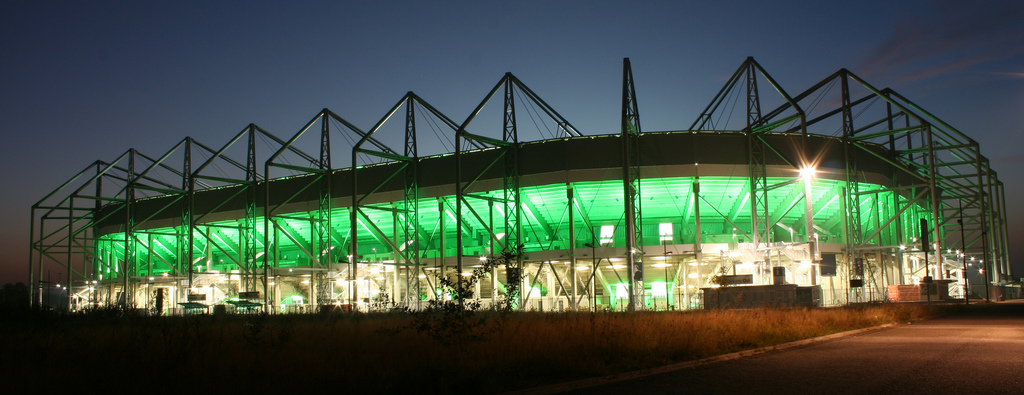
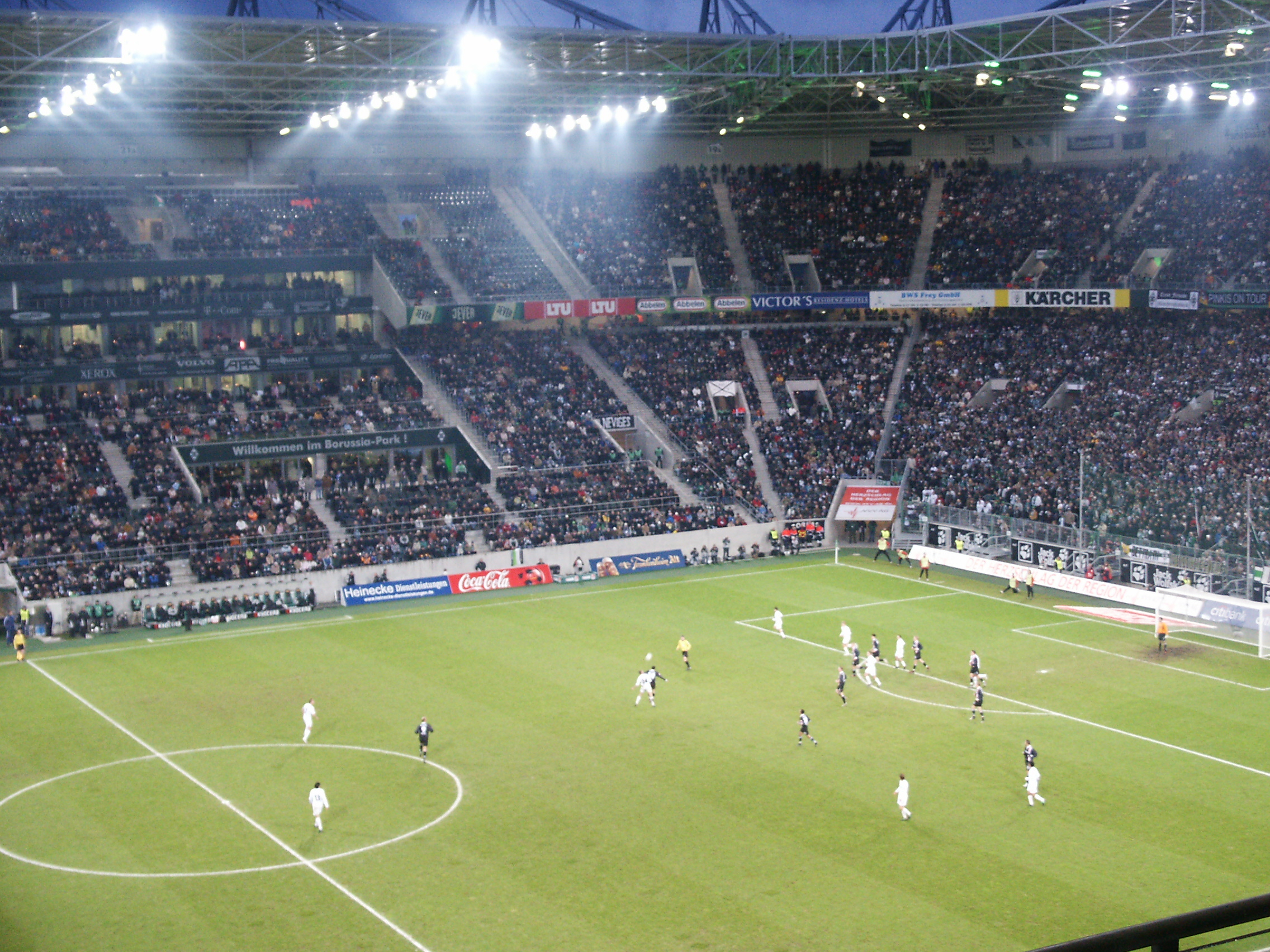
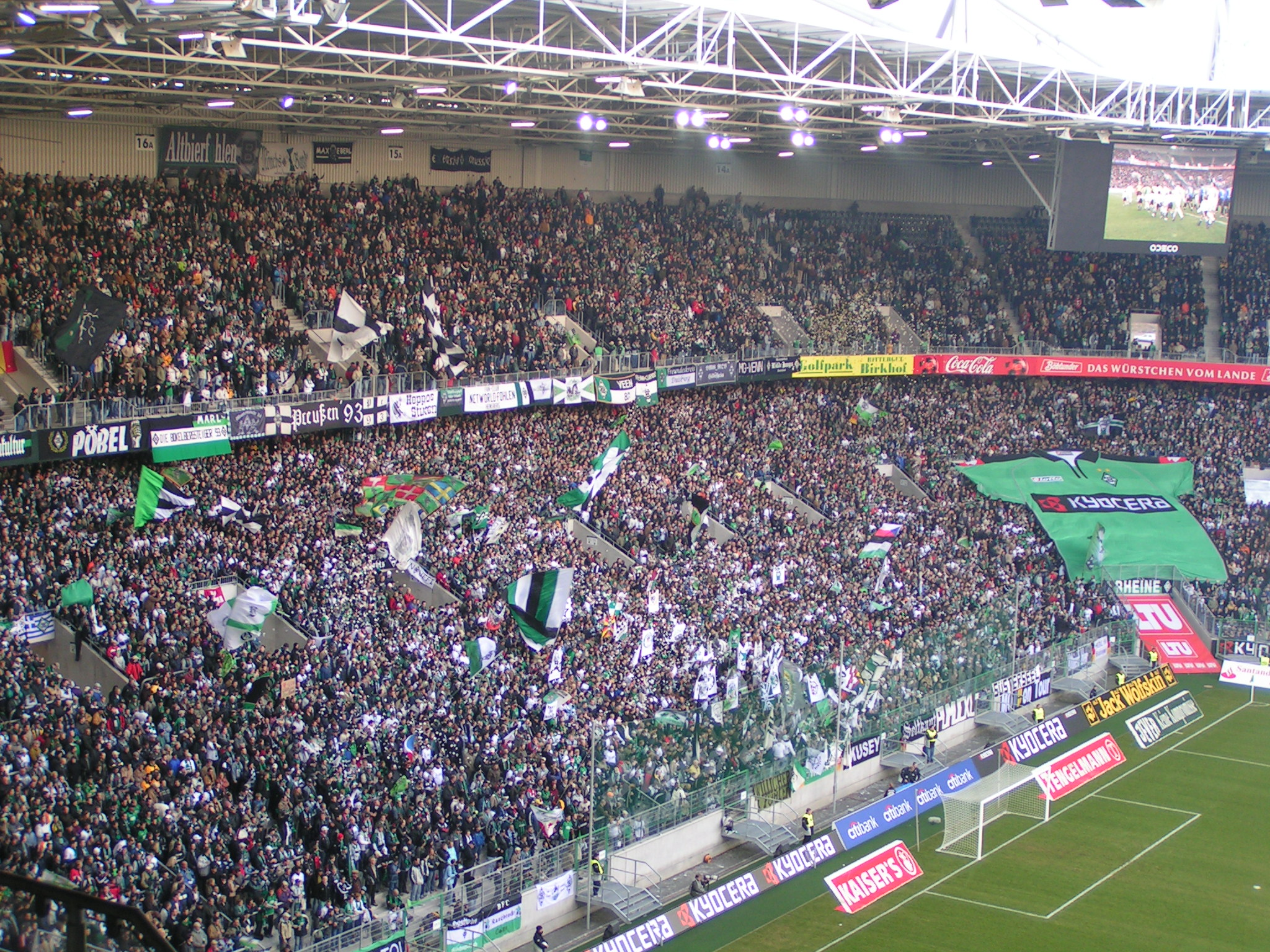
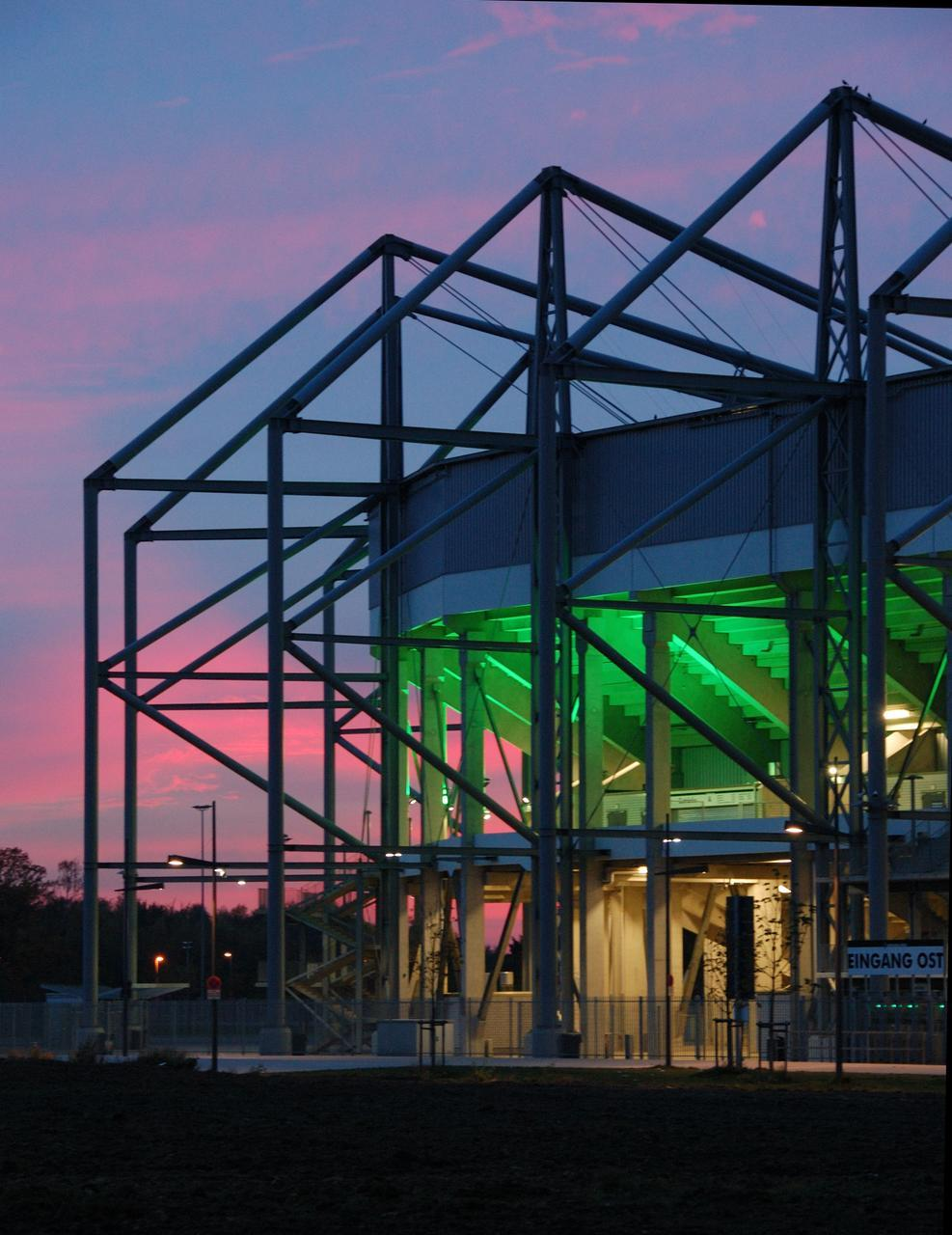
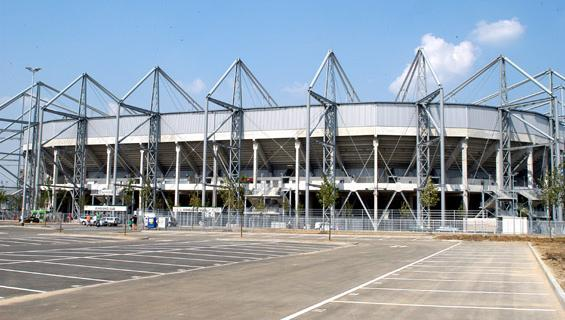
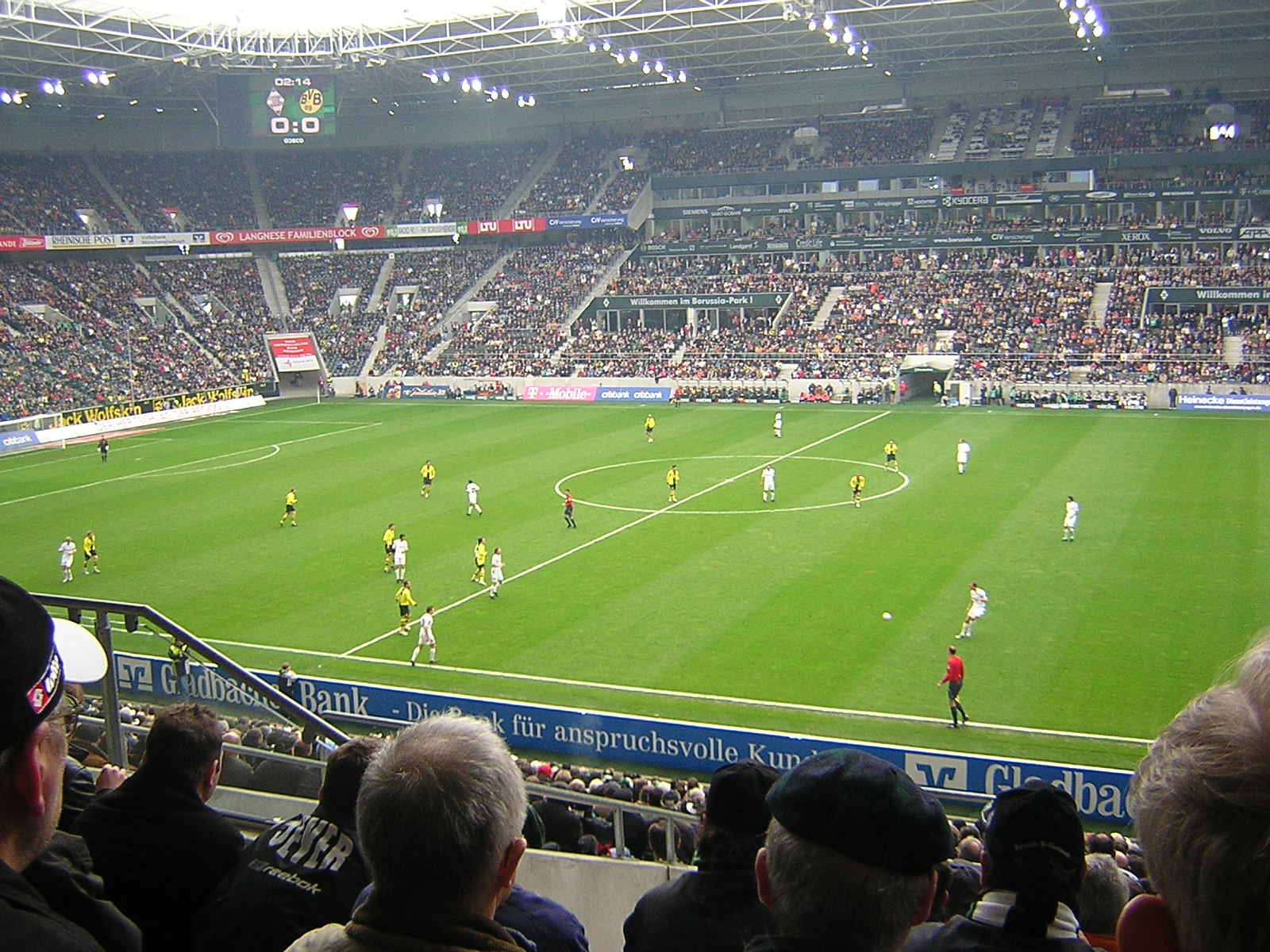